# Titanites giganteus
Titanites giganteus és una espècie d'ammonit que visqué en el que avui en dia és el sud d'Anglaterra i el nord de França durant el Juràssic superior (fa aproximadament 150 milions d'anys). Es fa servir com fòssil índex per aquest període geològic. Feia uns 40 cm de diàmetre.